# Triphosa oberthuri
Triphosa oberthuri là một loài bướm đêm trong họ Geometridae.